# Christophe Malavoy

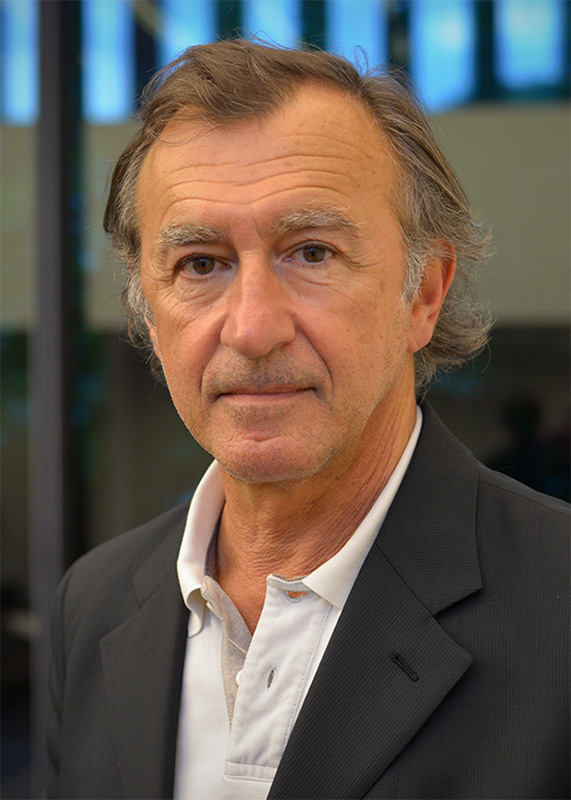
Christophe Malavoy

Christophe Malavoy (Reutlingen, 21 maart 1952) is een Frans acteur en schrijver.

## Biografie
Christophe Malavoy werd geboren in Duitsland waar zijn vader gestationeerd was als beroepsmilitair. Hij volgde de toneelacademie in Parijs en begon als theateracteur. In de jaren 1980 kwam zijn doorbraak op het witte doek. In 1983 ontving hij een César voor beste jong mannelijk talent voor zijn rol in Family Rock. En in 1985 ontving hij de Prix Jean Gabin voor zijn rol in La femme de ma vie. Malavoy acteerde ook voor de televisie. Een van zijn markantste rollen was die van Guillaume Seznec in L'affaire Seznec.
Christophe Malavoy is ook auteur. Hij schreef meerdere boeken over de Eerste Wereldoorlog. Zijn eigen grootvader sneuvelde in die oorlog. En in 2011 verscheen zijn roman Céline, même pas mort, waarin hij de Franse schrijver Céline laat terugblikken op zijn leven. Dit verhaal herwerkte hij zelf als stripscenario voor de strip Céline en de kolonie van collaborateurs (La cavale du Dr Destouches) voor de tekenaars Paul en Gaëtan Brizzi.

## Filmografie
- Soldat Duroc, ça va être ta fête (1975)
- Le Dossier 51 (1978)
- Les héros n'ont pas froid aux oreilles (1978)
- Le Voyage en douce (1980)
- Ma femme s'appelle reviens (1981)
- L'Honneur d'un capitaine (1982)
- Family Rock (1982)
- La Balance (1982)
- La Scarlatine (1983)
- Souvenirs, Souvenirs (1984)
- Péril en la demeure (1984)
- Le Voyage (1984)
- L'Arbre sous la mer (1985)
- Bras de fer (1985)
- La Femme de ma vie (1986)
- Association de malfaiteurs (1987)
- Le Cri du hibou (1987)
- De guerre lasse (1987)
- Deux minutes de soleil en plus (1988)
- La Soule (1989)
- Jean Galmot, aventurier(1990)
- Rebus (1990)
- Madame Bovary (1991)
- Les Amusements de la vie privée (1992)
- Juste avant l'orage (1992)
- Des feux mal éteints (1994)
- L'Homme idéal (1997)
- C'est la tangente que je préfère (1997)
- 'Le Nuage (1999)
- Le Dernier Jour (2004)
- Bienvenue à Monte-Carlo (2011)
- La Délicatesse (2011)
- Ludwig II (2012)
- 16 ans... ou presque (2013)

- Biblioteca Nacional de España: XX5413737
- Bibliothèque nationale de France: cb12175446p (data)
- Gemeinsame Normdatei: 13648459X
- International Standard Name Identifier: 0000 0001 2282 3540
- Library of Congress Control Number: nr92027798
- MusicBrainz: 2647e4a8-f4e6-4042-8101-bd0399a93970
- Nationale Bibliotheek van Tsjechië: mub2016916331
- Nationale Bibliotheek van Israël: 987007420774705171
- Nederlandse Thesaurus van Auteursnamen: 074024132
- SNAC: w6905fg5
- Système universitaire de documentation: 031187447
- Virtual International Authority File: 80820299
- WorldCat: E39PBJmHGhCqh6xwj8f4wrJkXd